# Hrabstwo Lake (Floryda)
Hrabstwo Lake (ang. Lake County) – hrabstwo w stanie Floryda w Stanach Zjednoczonych.

## Miejscowości
- Astatula
- Clermont
- Eustis
- Fruitland Park
- Groveland
- Howey-in-the-Hills
- Lady Lake
- Leesburg
- Montverde
- Mascotte
- Minneola
- Mount Dora
- Tavares
- Umatilla

## CDP
- Altoona
- Astor
- Ferndale
- Lake Kathryn
- Lake Mack-Forest Hills
- Lisbon
- Mount Plymouth
- Okahumpka
- Paisley
- Pine Lakes
- Pittman
- Silver Lake
- Sorrento
- Yalaha